# Propriedade qualitativa
Propriedades qualitativas são propriedades que são observadas e geralmente, ou pelo menos a princípio, não podem ser medidas. Elas são contrastados com propriedades quantitativas que podem ser medidas. Fatores qualitativos são também por vezes referidos como: fatores "intocáveis".
No entanto, nenhuma álgebra geral pode ser aplicada para obter informações sobre os aspectos qualitativos. Existem algumas outras maneiras de obter as informações necessárias. Algumas dessas técnicas são: entrevistas, conversas bilaterais, observação, etc.
Em química geralmente uma propriedade qualitativa é uma propriedade organoléptica, isto, uma propriedade que fere diretamente os sentidos.
Uma propriedade qualitativa carrega sempre uma dose de subjetividade, da avaliação do humano, já que envolve uma interpretação consciente ou inconsciente.
Exemplos de propriedades qualitativas são a cor, o sabor, o odor, o timbre de um instrumento musical e a textura, respectivamente ligadas aos sentidos da visão, do paladar, do olfato, da audição e do tato.
Mesmo não sendo diretamente mensuráveis, as propriedades qualitativas podem ter uma certa correspondência com as propriedades quantitativas. A cor vermelha (um propriedade qualitativa) corresponde ao comprimento de onda (uma propriedade claramente quantitativa) de aproximadamente de 760 nm. Já uma nota musical, pode ter sua frequência fundamental diretamente associada a medição desta grandeza.